# Ruta Provincial 16 (Santa Cruz)
La Ruta Provincial 16, ex Ruta Nacional 277 es una carretera de Argentina en la provincia de Santa Cruz. Su recorrido total es de 92 km completamente de tierra mejorada. Tiene como extremo sur a la ciudad de Las Heras y al norte el límite interprovincial Santa Cruz-Chubut en el paraje policial Holdich.
El 3 de septiembre de 1935 la flamante Dirección Nacional de Vialidad presentó su primer esquema de numeración de rutas nacionales. En este plan la Ruta Nacional 277 se extendía por toda la calzada de la RP 16 y la chubutense RP 37.